# Halima Aden
Halima Aden (Kakuma, 19 september 1997) is een Amerikaans voormalig model van Somalische komaf. Als eerste miss, en moslima, droeg ze tijdens een regionale missverkiezing een hidjab en een boerkini. Na haar deelname tekende ze een contract bij IMG Models.

## Biografie
De Somalische Aden werd geboren in een vluchtelingenkamp in Kenia. Op zesjarige leeftijd verhuisde ze met haar familie naar de Verenigde Staten, waar het gezin zich vestigde in St. Cloud. Ze viel in 2016 op toen ze, mét hidjab en boerkini aan, deelnam aan de Miss Minnesota USA-verkiezing. Aden bereikte hierin de halve finale, het jaar erop tekende ze een contract bij IMG Models.
Ze maakte in februari 2017 haar debuut op de New York Fashion Week. Daarna liep Aden voor diverse modemerken, zoals Max Mara en Alberta Ferretti. Haar hidjab werd haar handelsmerk en ze werd gezien als een voorbeeld voor meer diversiteit in de mode-industrie. Ze stond onder meer als eerste model met een hijab op de cover van de Arabische en de Britse Vogue en sierde de omslag van de zwemeditie van de Sports Illustrated. Aden werd in 2018 ambassadeur van UNICEF. Eind 2020 maakte ze bekend te stoppen als model, omdat ze haar werk moeilijk met haar geloofsovertuiging kon verenigen.
Aden stond niet alleen voor de camera, maar werkte ook samen met een kledingmerk bij het ontwerpen van turbans en sjaals. Ze produceerde een film over vluchtelingen: I am You.